# Det palæstinensiske selvstyre
 Der er for få eller ingen kildehenvisninger i denne artikel, hvilket er et problem. Du kan hjælpe ved at angive troværdige kilder til de påstande, som fremføres i artiklen.

Det palæstinensiske selvstyre (Arabisk: الوطنية الفلسطينية As-Sulta Al-Wataniyya Al-Filastīniyya); (Engelsk: Palestinian National Authority (PNA eller PA)) er en administrativ organisation, etableret af palæstinensere for at regere dele af Vestbredden og Gaza-Striben.

## Grundlag
Det palæstinensiske selvstyre blev oprettet i 1994, følgende Oslo-aftalen mellem PLO (Palestinien Liberation Organisation (Palæstinensiske Befrielsesfront)) og Israels regering, som en 5-årig provisorisk størrelse, i løbet af hvilken tid endelige aftaler mellem de to parter skulle forhandles på plads. Ifølge aftalerne skulle det palæstinensiske selvstyre have kontrol over både sikkerhedsmæssige og civile anliggender i de palæstinensiske byområder (refereret til som "Område A"), og kun civil kontrol over palæstinensiske landlige områder ("Område B"). Resten af territoriet, inklusive israelske bosættelser, Jordan-dalen området og trafikveje mellem de palæstinensiske samfund skulle forblive under eksklusiv israelsk kontrol ("Område C"). Østjerusalem var ikke omfattet af aftalen.

## Geografi
Areal: Gazastriben 360 km², Vestbredden 5.860 km². Samlet overfladeareal udgør 6.220 km², hvoraf 3,54% er vand.
Landskabet i Gaza er fladt og sandet, kysten er dækket af sanddyner. Omgivelserne ved Vestbredden er hovedsageligt bjergrige. Bjerget Jabel Jermac er det højeste punkt i området. Hovedfloderne er Jordan, Yarmuk, Naher, El-Muqatta og Naher el'Auja.

### Klima
Gaza og Vestbredden har middelhavsklima med hede, tørre somre og en kort regnfuld og kold vinter. Middeltemperatur og nedbør varierer mellem de fire klimazoner: kystsletten, bjergregionen, Jordan-dalen og Naqab-ørkenen.

### Flora og fauna
Der findes ørkener med vilde tulipaner, iris og daddelpalmer. 
Der drives jordbrug fortrinsvis med dyrkning af oliven, citrusfrugter og grøntsager.

### Byer
Hovedstad: Ramallah (Palæstinenserne anser Østjerusalem som deres hovedstad, hvilket Israel bestemt modsætter sig. I virkeligheden fungerer i dag Ramallah som palæstinensisk hovedstad.)

Største by: Gaza

#### På Vestbredden
- Beit Jala (بيت جالا/בית ג'אלה)
- Betlehem (بيت لحم/בית לחם)
- Hebron (الخليل/חברון)
- Jenin (جنين/ג'נין)
- Jeriko (أريحا/יריחו)
- Nablus (نابلس/שׁכם)
- Qalqilya (قلقيلية/קלקיליה)
- Ramallah (رام الله/רמאללה)
- Salfit (سلفيت/סלפית)
- Tulkarm (طولكرم/טולכרם)

#### I Gazastriben
- Beit Hanoun (بيت حانون)
- Beit Lahia (بيت لاهية)
- Deir el-Balah (دير البلح)
- Gaza (غزة/עזה)
- Jabalia (جباليا)
- Khan Yunis (خان يونس)
- Rafah (رفح/רפיח)

## Administrativ inddeling
PNA deler de palæstinensiske territorier ind i Guvernementer under Det palæstinensiske selvstyre: 
- Jenin Guvernementet
- Tubas Guvernementet
- Nablus Guvernementet
- Tulkarm Guvernementet
- Qalqilya Guvernementet
- Ramallah and al-Bireh Guvernementet
- Jericho Guvernementet
- Jerusalem Guvernementet
- Bethlehem Guvernementet
- Hebron Guvernementet
- North Gaza Guvernementet
- Gaza Governementet
- Deir el-Balah Guvernementet
- Khan Yunis Guvernementet
- Rafah Guvernementet

## Befolkningsforhold
Folketallet er i 2008 på 4,1 millioner.

## Politik og regering
I januar 1996 afholdt den palæstinensiske befolkning på Vestbredden og Gaza sit første demokratiske valg i historien, da Yasser Arafat blev valgt til præsident for de palæstinensiske selvstyremyndigheder.
I de palæstinensisk kontrollerede områder kan skelnes mellem et antal politiske partier og grupperinger.

### PLO
Den palæstinensiske Befrielsesorganisation (PLO, Palestinian Liberation Organization) er dannet i 1964 og har en række medlemsorganisationer: Den største er den socialdemokratisk orienterede Al Fatah (Bevægelsen for national Befrielse), der blev grundlagt i 1965 af Yasser Arafat. Den næststørste er Folkefronten til Palæstinas Befrielse (PFLP, Peoples Front for the Liberation of Palestine) grundlagt af doktor George Habash i 1967. Den er marxistisk-leninistisk som den Demokratiske Front til Palæstinas Befrielse (DFLP, Democratic Front for the Liberation of Palestine), ledet af Nayef Hawatmeth.

### Al Seika
Al Saika blev dannet i 1967. Den ledes af Isam al-Qadi og organiserer palæstinensere, der sympatiserer med det syriske Baath parti.

### Den Arabiske Befrielsesfront
Den Arabiske Befrielsesfront ledes af Rakad Salem og har tætte forbindelser til det irakiske Baath parti.

### PFLP
PFLP-General Command ledes af Talal Naji.

### Kommunistiske grupper
Det palæstinensiske Folkeparti (tidligere Palæstinas Kommunistiske Parti) ledes af Mustafa Barghuthi, Hana Amira og Abd al-Majid Hamdan.
Palæstinas revolutionære Kommunistparti (al-Hizb al-Shuyu'i al-Thawri al-Filastini) ledes af Arabi Awwad.

### Hamas
Hamas, er en palæstinensisk terrororganisation og har betydelig opbakning i Gaza og på Vestbredden. Efter Israels mord i 2004 på bevægelsens åndelige leder, sheikh Yasin, ledes den af Khalid Misha'al, der er formand for Hamas' politbureau. Islamisk Jihad er en anden palæstinensisk modstandsbevægelse (Al-Jihad al-Islami) står bag en lang række angreb på Israel og ledes af Jamal Amar (fra Sudan), Ramadan Shallah (fra Syrien), Ziyad Nahala (fra Líbanon), Ibrahim Shihada og Ahmad Muhana.

### Præsidenter
- Yasir Arafat (5. juli 1994 – 11. november 2004)
- Rawhi Fattuh (11. november 2004 – 15. januar 2005) (konstituert)
- Mahmoud Abbas (15. januar 2005–)

## Væbnede styrker
På grund af besættelsen er det forbudt palæstinenserne at have en hær. Der er imidlertid flere bevæbnede grupperinger. Blandt andre regeringen, bestående af Hamas-bevægelsen.

## Økonomi
Jordbrug er den vigtigste næringsvej med Israel som vigtigste marked for jordbrugsprodukter. Økonomien har lidt meget under konflikten med Israel, som under de senere år har gjort det næsten umuligt for palæstinensere at arbejde i Israel. Desuden indebærer Israels mange spærringer at alle transporter bliver sværere og dyrere, både mellem byerne på Vestbredden og mellem palæstinensiske områder og yderverdenen. Dette rammer indenlandsk handel såvel som import og eksport. 
Selvstyrets vigtigste indkomstkilde angives at være de toldindtægter og vareskatter, som Israel, i henhold til Paris-protokollen 1994, har indsamlet hver måned for de palæstinensiske myndigheder. Efter Hamas valgsejr i januar 2006 advarede Israel om, at udbetalingerne ville blive tilbageholdte; de modsvarede da omkring 55 millioner dollar per måned. 
Et stort antal (ca. 50.000) palæstinensere rejser dagligt til Israel for at arbejde.
Ifølge et skøn er BNP/capita omkring 2.900 US$
| Økonomiske nøgletal | Værdi         | % av BNP | År, kilde                                    |
| ------------------- | ------------- | -------- | -------------------------------------------- |
| BNP                 | 4,24 mrd US$  |          | 2006, UN Statistics                          |
| BNP (vækst) 2005    | 4,90%         |          | 2005, UN Statistics                          |
| BNP (vækst) 2006    | 4,0%          |          | 2006, UN Statistics                          |
| Konsumpriser        | 3,0%          |          | 2003, UNDP Database                          |
| Handelsbalance      | -2,24 mrd US$ |          | 2006, UN Statistics                          |
| Betalingsbalance    |               |          |                                              |
| Udviklingshjælp     | 1,10 mrd US$  |          | 2005, UNDP Database                          |
| Emigrantoverførsler | 1,27 mrd US$  | 30,0%    | 2006, IFAD / Inter-American Development Bank |
| BNP per indb        | 1.129 US$     |          | 2005, UNDP Database                          |

## Uddannelse
Ministry of Education overtog efter Osloaftalen det overordnede ansvar for skolevæsenet i de palæstinensiske områder på Vestbredden og i Gaza. Men endnu drives mange skoler i privat regi eller af NGO:s (Non Governmental Organisations.) UNRWA, United Nations Relief and Work Agency ansvarer for uddannelsen i de palæstinensiske flygtningelejre og i resten af Mellemøsten, hvor der opholder sig palæstinensiske flygtninge. 
Der findes 2.267 folkeskoler med 1.078.488 elever og 48.674 lærere. Skolerne drives for 24% vedkommende af UNRWA, 70% af staten og 6% privat.

### Universiteter
- Al-Aqsa University [www.alaqsa.edu.ps]
- Al-Azhar University [www.alazhar-gaza.edu]
- An-Najah National University [www.najah.edu] Al-Quds Open University [www.qou.edu]
- Al-Quds University [www.alquds.edu]
- Bethlehem University [www.bethlehem.edu]
- Birzeit University [www.birzeit.edu]
- Hebron University [www.hebron.edu]
- Islamic University in Gaza [www.iugaa.edu.ps] Palestine Polytechnic *University (PPU) www.ppu.edu * The Arab American University Jenin [www.aauj.edu]

138.139 studenter er indskrevne ved universiteterne.